# Gloria Camiruaga
María Gloria Belarmina Camiruaga Rojas (Chimbarongo, 5 de octubre de 1940-Santiago, 10 de abril de 2006) fue una artista visual, videasta y documentalista chilena, su trabajo audiovisual se caracteriza por una búsqueda experimental con un interés en lo social y político desde una perspectiva de género.

## Biografía
Nació en la ciudad de Chimbarongo el 5 de octubre de 1940 y a finales de los sesenta se trasladó a la ciudad de Santiago a estudiar. El 17 de diciembre de 1969 se casó con el profesor Joseph Ramos Quiñones.
En el año 1971 terminó su carrera de pedagogía en filosofía en la Universidad de Chile. Además de trabajar en la docencia, se desarrolló como periodista de oficio en diarios y revistas. En el año 1980 viajó a Estados Unidos para estudiar Videoarte en el San Francisco Institute. Desde entonces se dedicó plenamente a la realización de video arte y documentales. Parte de su producción lo ha realizado en colaboración con Diamela Eltit, Lotty Rosenfeld, Las Yeguas del Apocalipsis, entre otros.
En el año 1990 fue parte de la exposición “Museo abierto” con el video “Casa particular” realizado en colaboración con las Yeguas del Apocalipsis, incluido en la sección de “Video Arte”. Su exhibición generó controversia con el público lo que tuvo como efecto la censura de la pieza y su retiro de la sala.
En el año 1999 recibió la beca John Simon Guggenheim Memorial Foundation en la categoría Film makers, para la realización del documental "La venda”. En el año 2000, obtuvo una mención especial del jurado en la competencia nacional de Documentales del IV Festival Cinematográfico Internacional de Valparaíso.
Participó con su obra en diversas instancias dedicadas tanto al video, como al documental y a las artes visuales. Entre ellas se cuentan los Encuentros Franco Chileno de Video Arte, la exposición en el Pabellón de Chile de la Expo-Sevilla (1992), exhibición de sus videos en centros culturales y museos tanto en Chile como el extranjero. 

## Videografía
- 1982: Mujeres de campamento, 7 min.
- 1983: Tricolor, 11 min.
- 1984: Popsicles, 5 min.
- 1984: Clotario Blest, maestro de paz, 20 min.
- 1985: Mantenerse juntos, 3 min.
- 1986: Diamela Eltit, 9 min.
- 1987: El pan nuestro de cada día, 7 min.
- 1988: Performance San Martín-San Pablo, 12 min.
- 1988: Del hecho al derecho hay mucho trecho, 25 min.
- 1988: Todo el mundo sabe, 12 min.
- 1990: Parada, 7 min.
- 1990: Casa Particular, 9 min.
- 1991: Por fin mis huellas, 14 min.
- 1991: Nicanor Parra 91, 40 min.
- 1992: Mi primer amor, mi primer horror, 5 min.
- 1993: Las Minas de las Minas, 42 min.
- 1994: Una vez nada más, 42 min.
- 2000: La Venda, 45 min.
- 2005: Clotario Blest, Nuestro Quijote, 16 min. (reedición)
- 2005-2006: Un día después, 10 min.